# ربیع تپه
ربیع تپه مربوط به دوران‌های تاریخی پس از اسلام است و در شهرستان نکا، بخش مرکزی، روستای بهزاد کلا واقع شده و این اثر در تاریخ ۷ مرداد ۱۳۸۲ با شمارهٔ ثبت ۹۳۴۶ به‌عنوان یکی از آثار ملی ایران به ثبت رسیده است.